# Юсуф Рабієв
Юсуф Рабієв (тадж. Юсуф Рабиев; нар. 25 травня 1979, Душанбе, Таджицька РСР) — таджицький футболіст, нападник, тренер. У 2004-2013 роках виступав за національну збірну Таджикистану, з 2021 року очолює жіночу збірну Таджикистану.

## Клубна кар'єра
З 1998 по 2001 року Юсуф виступав за душанбинський «Варзоб», який тоді був флагманом таджицького футболу. У середині 2001 року перейшов у команду «Регар-ТадАЗ», з якою вчетверте став чемпіоном країни. З 2004 по 2007 рік виступав за клуб з Бободжон Гафурова. Сезон 2008 року провів у двох командах: першу частину відіграв за «Вахш», а другу — за «Худжанд» і став найкращим футболістом року. Потім Юсуф став гравцем «Істіклола», в якому був лідером та капітаном команди. У сезоні 2010 року відзначився 30-ма голами, став чемпіоном, найкращим бомбардиром та футболістом року. Наступного сезону своїми голами знову допоміг «Істіклолу» здобути чемпіонство. У 2013 році пішов до «Худжанда», а ще через сезон повернувся до складу «Парвоза».

## Кар'єра в збірній
За національну збірну Таджикистану виступав у 2004—2013 роках, провів 40 матчів та відзначився 15-ма голами. У складі збірної 2006 року ставав володарем кубку виклику АФК, де відзначився 4-ма голами, зокрема й двома голами у півфінальному поєдинку проти Киргизстану. Учасник кваліфікації до чемпіонату світу 2006 року, на якому збірної Таджикистану, однак, не змогла пройти перший раунд. Під час кваліфікації кубку виклику АФК 2008 допоміг Таджикистану перемогти Філіппіни та кваліфікуватися до фінального раунду, де оформив хет-трик проти Афганістану, коли його команда перемогла з рахунком 4:0.

## Кар'єра тренера
У серпні 2021 року призначений на посаду головного тренера жіночої збірної Таджикистану.

## Статистика виступів

### У збірній
| Таджикистан | Таджикистан | Таджикистан |
| Рік         | Матчі       | Голи        |
| ----------- | ----------- | ----------- |
| 2003        | 7           | 1           |
| 2004        | 3           | 1           |
| 2005        | 0           | 0           |
| 2006        | 6           | 4           |
| 2007        | 0           | 0           |
| 2008        | 8           | 7           |
| 2009        | 1           | 0           |
| 2010        | 5           | 2           |
| 2011        | 4           | 0           |
| 2012        | 4           | 0           |
| 2013        | 2           | 0           |
| Загалом     | 40          | 15          |

Станом на 19 березня 2013 року
Рахунок та результат збірної Таджикистану в таблиці подано на першому місці.
| #   | Дата              | Місце                                                | Суперник   | Рахунок | Результат | Змагання                            |
| --- | ----------------- | ---------------------------------------------------- | ---------- | ------- | --------- | ----------------------------------- |
| 1.  | 30 листопада 2003 | Памір, Душанбе, Таджикистан                          | Бангладеш  | 2–0     | 2–0       | кваліфікація чемпіонату світу 2006  |
| 2.  | 13 жовтня 2004    | Памір, Душанбе, Таджикистан                          | Киргизстан | 1–0     | 2–1       | кваліфікація чемпіонату світу 2006  |
| 3.  | 2 квітня 2006     | Національний стадіон Бандхабангу, Дакка, Бангладеш   | Макао      | 2–0     | 4–0       | Кубок виклику АФК 2006              |
| 4.  | 10 квітня 2006    | Національний стадіон Бандхабангу, Дакка, Бангладеш   | Бангладеш  | 5–1     | 6–1       | Кубок виклику АФК 2006              |
| 5.  | 13 квітня 2006    | Національний стадіон Бандхабангу, Дакка, Бангладеш   | Киргизстан | 1–0     | 2–0       | Кубок виклику АФК 2006              |
| 6.  | 13 квітня 2006    | Національний стадіон Бандхабангу, Дакка, Бангладеш   | Киргизстан | 2–0     | 2–0       | Кубок виклику АФК 2006              |
| 7.  | 13 травня 2008    | Баротак Нуево Плаза Філд, Баротак Нуево, Філіппіни   | Бутан      | 2–0     | 3–1       | кваліфікація Кубку виклику АФК 2008 |
| 8.  | 17 травня 2008    | Спортивний комплекс Ілоіло, Ілоіло, Філіппіни        | Бруней     | 1–0     | 4–0       | кваліфікація Кубку виклику АФК 2008 |
| 9.  | 17 травня 2008    | Спортивний комплекс Ілоіло, Ілоіло, Філіппіни        | Бруней     | 4–0     | 4–0       | кваліфікація Кубку виклику АФК 2008 |
| 10. | 1 серпня 2008     | Легкоатлетичний стадіон Гачибоулі, Гайдарабад, Індія | Індія      | 1–0     | 1–1       | Кубок виклику АФК 2008              |
| 11. | 3 серпня 2008     | Лал Бахадур Шастрі, Гайдарабад, Індія                | Афганістан | 1–0     | 4–0       | Кубок виклику АФК 2008              |
| 12. | 3 серпня 2008     | Лал Бахадур Шастрі, Гайдарабад, Індія                | Афганістан | 3–0     | 4–0       | Кубок виклику АФК 2008              |
| 13. | 3 серпня 2008     | Лал Бахадур Шастрі, Гайдарабад, Індія                | Афганістан | 4–0     | 4–0       | Кубок виклику АФК 2008              |
| 14. | 16 лютого 2010    | Сугатхадаса, Коломбо, Шрі-Ланка                      | Бангладеш  | 1–1     | 1–2       | Кубок виклику АФК 2010              |
| 15. | 20 лютого 2010    | CR & FC Grounds, Коломбо, Шрі-Ланка                  | М'янма     | 3–0     | 3–0       | Кубок виклику АФК 2010              |

## Досягнення

### Командні
«Варзоб»
- Вища ліга Таджикистану
  -  Чемпіон (3): 1998, 1999, 2000

- Кубок Таджикистану
  -  Володар (2): 1998, 1999

«Регар-ТадАЗ»
- Вища ліга Таджикистану
  -  Чемпіон (1): 2001

- Кубок Таджикистану
  -  Володар (1): 2001

«Авіатор»/«Парвоз»
- Кубок Таджикистану
  -  Володар (2): 2004, 2007

«Худжанд»
- Кубок Таджикистану
  -  Володар (1): 2008

«Істіклол»
- Вища ліга Таджикистану
  -  Чемпіон (2): 2010, 2011

- Кубок Таджикистану
  -  Володар (2): 2009, 2010

збірна Таджикистану з футболу
- Кубок виклику АФК
  -  Володар (1): 2006

### Особисті
- Найкращий футболіст Таджикистану (2): 2008, 2010
- Найкращий бомбардир чемпіонату Таджикистану (2): 2010, 2011